# Phaenocarpa frequentator
Phaenocarpa frequentator är en stekelart som först beskrevs av Zetterstedt 1838.  Phaenocarpa frequentator ingår i släktet Phaenocarpa och familjen bracksteklar. Arten är reproducerande i Sverige. Inga underarter finns listade i Catalogue of Life.